# Bracon femorator
Bracon femorator är en stekelart som först beskrevs av Fabricius 1793.  Bracon femorator ingår i släktet Bracon och familjen bracksteklar. Inga underarter finns listade.